# David Dunning
David Alan Dunning (* 1960 in Midland, Michigan) ist ein US-amerikanischer Sozialpsychologe und Professor der Psychologie an der University of Michigan. Zusammen mit seinem Kollegen Justin Kruger beschrieb er 1999 den in der populärwissenschaftlichen Literatur als Dunning-Kruger-Effekt bezeichneten Sachverhalt.

## Werdegang
Dunning studierte Psychologie und graduierte 1982 an der Michigan State University zum Bachelor of Arts. 1986 wurde er an der Stanford University mit einer Arbeit zum Sozialkonstruktivismus promoviert. Als Professor an der Cornell University forschte er zu den Abweichungen des Selbstbildes von messbaren Tatsachen und der Wahrnehmung durch andere. Ein weiterer Forschungsschwerpunkt ist der Einfluss psychischer Faktoren auf vorgeblich faktenbasierte Entscheidungsprozesse. Im Bereich der forensischen Forschung befasste Dunning sich mit der Entwicklung von Techniken zur Befragung von Zeugen. Es gelang ihm zu zeigen, dass die visuelle und akustische Wahrnehmung von Zeugen durch deren eigenen Einstellungen und Bedürfnisse beeinflusst wird, dass also die Wahrnehmung ihrer Umgebung von psychischen Abläufen in ihnen selbst abhängt.
Während seiner Hochschullaufbahn lehrte Dunning als Gastprofessor an der University of Michigan, der Yale University, der Universität Mannheim und der Universität zu Köln. Seit seiner Emeritierung an der Cornell University ist er Professor an der University of Michigan. 2025 wurde Dunning zum Mitglied der American Academy of Arts and Sciences gewählt.

## Forschungen
Dunning hat mehr als 80 wissenschaftliche Publikationen veröffentlicht. Bekanntheit über Fachkreise hinaus erlangte er durch eine 1999 gemeinsam mit Justin Kruger veröffentlichte Studie. Darin wiesen sie nach, dass Probanden, die in bestimmten Bereichen wie dem Erkennen von Humor, Grammatik und formaler Logik besonders schlechte Ergebnisse erzielten, ihre Leistungen signifikant überschätzten. Die Erkenntnisse aus der Studie wurden seither nach ihren Verfassern als Dunning-Kruger-Effekt bezeichnet, dem zufolge relativ inkompetente Menschen das eigene Wissen und Können systematisch überschätzen und die Kompetenz anderer unterschätzen. Für diese Veröffentlichung erhielten Dunning und Kruger im Jahr 2000 den satirischen Ig-Nobelpreis. 2012 gab Dunning gegenüber dem Wissenschaftsblog Ars Technica an, er habe seinerzeit nicht erwartet, dass das Paper tatsächlich veröffentlicht werde, und dass er überrascht sei, wie lange und mit welcher Intensität ihre Ideen in so vielen Bereichen viral gegangen seien.

## Nebentätigkeiten
Dunning übte Funktionen in mehreren Fachverbänden von Sozialpsychologen aus und war Mitherausgeber des Journal of Personality and Social Psychology.

## Veröffentlichungen (Auswahl)
- David Dunning: Situational construal and sources of social judgment. Ph.D. thesis, Stanford University 1986, Digitalisat;
- Justin Kruger und David Dunning: Unskilled and unaware of it: how difficulties in recognizing one's own incompetence lead to inflated self-assessments. In: Journal of Personality and Social Psychology, Dezember 1999, Band 77, No. 6, S. 1121–1134, doi:10.1037/0022-3514.77.6.1121;
- David Dunning: Self-insight: Roadblocks and detours on the path to knowing thyself. Psychology Press, New York (u. a.) 2005, ISBN 1-84169-074-0;
- David Dunning: Social Motivation. Psychology Press, New York (u. a.) 2011, ISBN 978-1-84169-754-3;
- Mark D. Alicke, David Dunning und Joachim Krüger: Self in Social Judgment. CRC Press, Boca Raton 2014, ISBN 978-1-135-42344-5;
- Kaidi Wu und David Dunning: Hypocognition: Making sense of the landscape beyond one’s conceptual reach. In: Review of General Psychology 2018, Band 22 (1), S. 25–35, doi:10.1037/gpr0000126.